# Покров Богородичен и Свети Мина (Бойково)
„Покров Богородичен и Свети Мина“ е български православен параклис в село Бойково, област Пловдив.
Най-големият двоен параклис в Бойково се намира на югозапад от селото, над местността Друма.

## История
Параклисът е построен през 2003 година. Той е най-новият в селото.
Представлява две едноапсидни правоъгълни постройки с двускатен керемиден покрив, залепени една за друга. Стените са покрити с разнообразни икони. Пред параклиса има прекрасна градина и дървени пейки за почивка. Има и изградена чешма. Светилището се заключва.
Честването на параклиса става ежегодно на Покров Богородичен (1 октомври) и на Свети Мина (11 ноември).